# Den firbenede radar
|  | Denne artikel er oprettet af botten Steenthbot ud fra en ekstern database. Den kan derfor have sproglige fejl eller mangler. Denne skabelon kan fjernes efter kontrol af indholdet. |

Den firbenede radar er en dansk dokumentarfilm fra 1961 efter manuskript af O.B. Vagt Andersen.

## Handling
Træning af hunde i Hjemmeværnet.